# Bærings saga
Bærings saga (o la saga de Bérenger) es una de las sagas caballerescas escrita en nórdico antiguo a principios del siglo XIV. Es una de las sagas fantásticas donde aparecen gigantes que viven en cuevas bajo el agua y dragones. El personaje principal es Bæringr, un rey sajón, que se enfrenta a un usurpador del trono llamado Skathevalld, que está versado en la hechicería, y los esfuerzos de Baering para recuperarlo por derecho. Se conserva íntegro en el compendio JS 624 4.º, también conocido como Skiemtileg Saugu Book jnnihalldande nokkur æfenntýr og frödlegar fräsagner afjmsum hofdingium og afreksmonnum («entretenido libro de sagas que contiene ejemplos y relatos instructivos sobre caudillos y hombres relevantes»).